# Rud, Karlstad

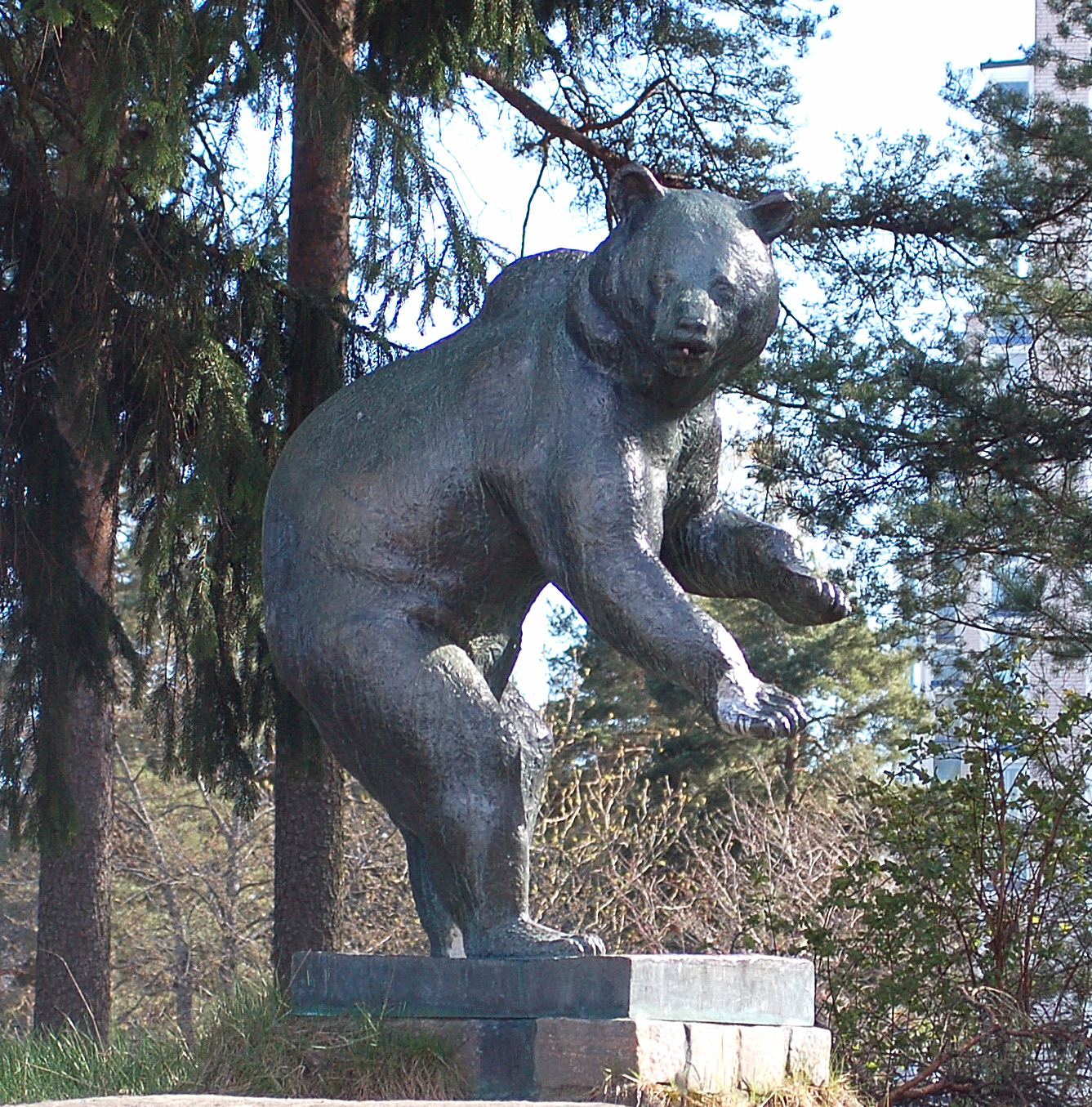
Björnen av Arvid Knöppel finns i en dunge nära Ruds Centrum.

Rud är en stadsdel i Karlstad. Bostadsområdet Rud är belagt på det som tidigare var Ruds herrgård, en gård med anor ända från medeltiden. Stadsdelen består av flerfamiljshus som uppfördes under perioden 1966–1972, som en del i miljonprogrammet. Gatorna på Rud är uppkallade efter Karlstads vänorter i de nordiska grannländerna: Moss, Horsens, Nokia och Blönduos. På området finns, förutom bostäder, affärscentrum, parklek, elljusspår och kyrkogård. Rudsskolan och Nobelgymnasiet finns också på området.
Rud består nästan uteslutande av lamellhus och punkthus. Området är ett karaktäristiskt miljonprogramsområde med stadsdelscentrum och stora gröna områden. Rud är ett typiskt "hus-i-park"-område med öppna gårdar mellan den glesa bebyggelsen. Vidare är området trafikseparerat på ett tidstypiskt sätt och det är inte möjligt att köra bil i områdets mellersta delar.

## Historia
Rud ska tidigare ha varit ett hemman, som är slags större jordbruk, som tillhörde Grava socken. Området införlivades med Karlstad år 1934. I hemmanet fanns gårdar och torp så som Ruds gård och Ruds torp. Fram till 1960-talet bestod Rud framförallt av jordbruksmark. På den häradsekonomiska kartan från 1883-1895 så syns mangårdsbyggnaden på Ruds gård samt flera mindre byggnader som troligtvis var ekonomibyggnader tillhörande gården.
Under 1950-talet rådde bostadsbrist i Sverige och så även i Karlstad. Detta ledde till att fullmäktige i Karlstad genomförde ett antal stora markförvärv. Områden som köptes in var bland annat Rud, Sjöstads gård, områden på Norrstrand, delar av Hultsberg och egendomar på Örsholmen. 
Stadsplanen upprättades av arkitekterna Sven-Gunnar Holm och Svante Blom som var starkt influerade av den dåvarande samtidens funktionalism och utformningen av Rud är präglad av grannskapsplanering vilket var det rådande planeringsidealet under 1960-talet. De ville att bostäderna skulle präglas av sol, ljus och luft men också erbjuda en mer stimulerande miljö med ett bra serviceutbud. 
Bostadsbebyggelsen är utformad efter 1960-talets modernistiska arkitektur med raka former och upprepande fasadelement. De flesta kvarteren är bebyggda med tre våningar höga och långsträckta hus, grupperade kring halvöppna gårdar. På bergsryggen mot Färjestad ligger ett antal högre punkthus, höghusen. Dessa kom medvetet till för att fungera som stadsdelens landmärken.
Öster om bostadsområdet ligger Norra kyrkogården. Kyrkogårdens äldsta del är från 1919 då kapell- och krematoriebyggnaden, skapad av arkitekten Sigurd Lewerentz, uppfördes vid kyrkogårdens sydvästra del.